# Wenn Martha tanzt

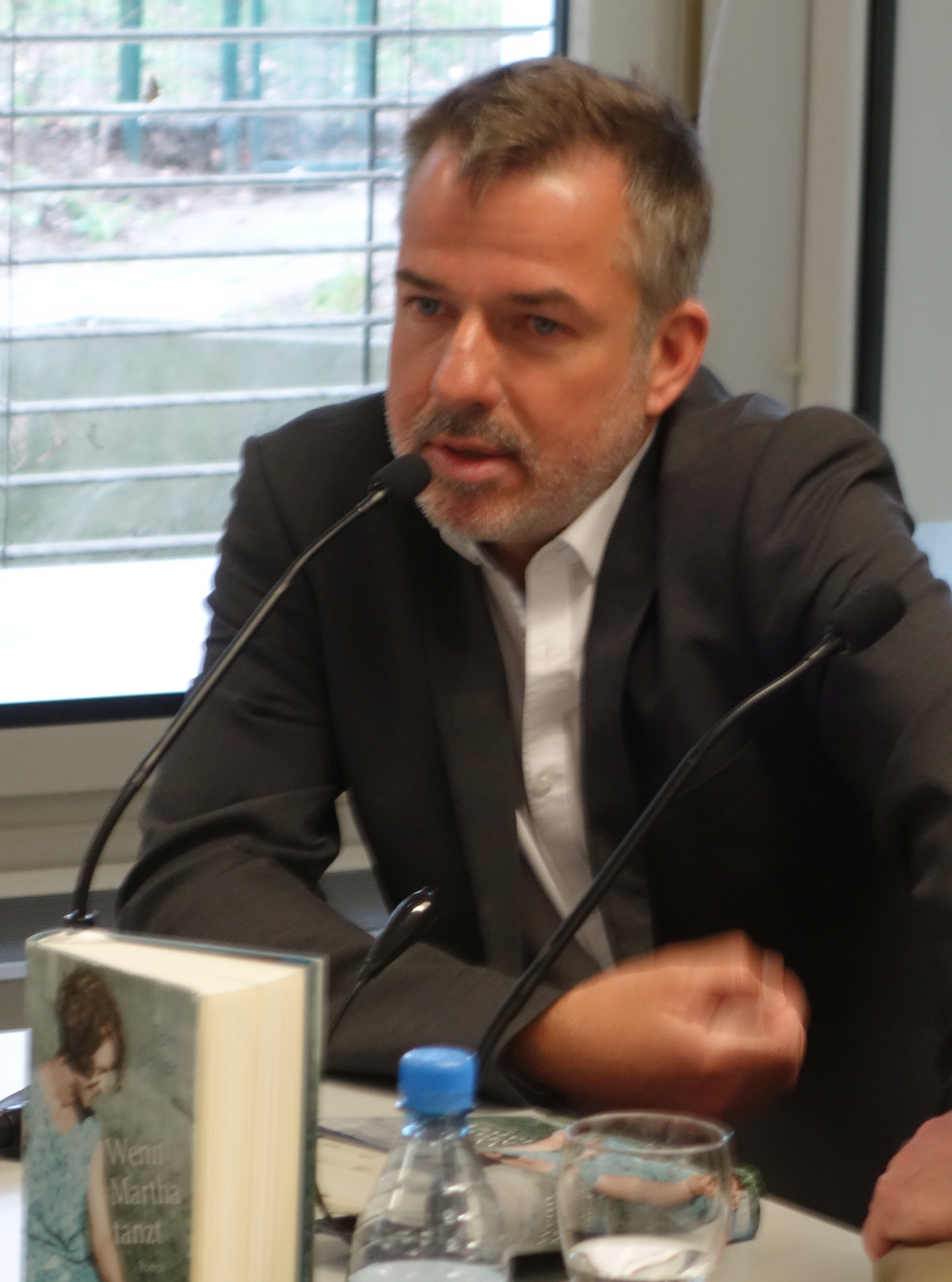
Tom Saller liest aus „Wenn Martha tanzt“ (April 2019)

Wenn Martha tanzt ist der Titel des Debütromans des Psychotherapeuten Tom Saller aus dem Jahr 2018, in dem er auf zwei unterschiedlichen Zeitebenen das Leben der fiktiven Martha Wetzlaff aus Pommern erzählt, die 1900 geboren wurde, ein paar Jahre am Weimarer Bauhaus studierte und nach 1945 in New York als Tanzpädagogin Karriere machte. Die Erzählung ist mit realen Begebenheiten und Personen verknüpft. Inspiriert wurde Saller durch die Geschichte seiner eigenen, in Pommern geborenen Großmutter Hedwig Saller.

## Struktur
Das Buch besteht aus zehn Kapiteln, die Überschriften wie New York (2001), Türnow (1900–1919), Weimar (1919–1924) tragen. Die Kapitel der Zeitebene von 1900 bis 1945 sind in Abschnitte unterteilt, denen die geometrischen Figuren Quadrat, gleichseitiges Dreieck und Kreis vorangestellt sind. Diese Figuren waren für die Formenlehre im Stile des Bauhauses eine wichtige Grundlage. Vorangestellt ist dem Roman eine Widmung und ein Zitat von William Faulkner. Am Ende stehen eine Danksagung und Quellennachweise, die auch einen Hinweis auf den Wikipedia-Artikel über Adolf Bartels enthalten.

## Personen und Inhalt
Tom Saller verwendet in seinem Roman neben fiktiven Figuren auch Personen der Zeitgeschichte und passt ihr Verhalten und ihre Handlungen seinen Vorstellungen an. Neben den berühmten Meistern des Bauhauses, wie Walter Gropius, sind dies die Fotografin Ella Heldt, die Tochter des bekannten Foto- und Filmpioniers Louis Heldt, die 1918 als erste Frau in Thüringen Fotomeisterin wurde, und der völkisch-antisemitisch denkende Kulturpolitiker Adolf Bartels, den sie im Roman heiratet.
Der Roman enthält eine Rahmenhandlung, die im September 2001 in New York beginnt und im Jahr 2002 in Köln endet. Die vergangene Zeitebene, die Marthas Leben von ihrer Geburt bis zu ihrem Verschwinden 1945 beschreibt, erstreckt sich von 1900 bis 1945. Der Germanistikstudent Thomas Wetzlaff findet im Jahr 2000 nach dem Tod seiner Großmutter Hedwig Wetzlaff, genannt Hedi, in einem Rucksack ein altes Notenheft, das als Tagebuch diente. Es wurde von seiner Urgroßmutter, Martha Wetzlaff, geführt, die seit der Schiffskatastrophe des Flüchtlingsschiffes Wilhelm Gustloff als verschollen galt. Der Text bricht mitten im Satz ab. Thomas’ Bestreben ist es, das Leben Marthas zu rekonstruieren. Er reist nach New York, um das Heft bei Sotheby’s für ein Mindestgebot von 30 Millionen Dollar versteigern zu lassen, da es bisher unbekannte Skizzen und Zeichnungen ihrer Zeitgenossen am Bauhaus wie Lyonel Feininger, Paul Klee, Wassily Kandinsky und von weiteren Künstlern enthält. Das Buch wird schließlich von einer anonym bleibenden Person telefonisch für 45 Millionen Dollar ersteigert. Thomas erhält nach der Versteigerung unerwartet eine Einladung der Käuferin in ihre Suite im Marriott World Trade Center, die mehr über den Verkäufer des Tagebuchs erfahren will, den sie für einen Betrüger hält.
Die Käuferin stellt sich als die verschollene 101-jährige Martha Styp, geborene Wetzlaff, heraus, 1900 in Türnow/Pommern geboren. Sie ist die Tochter des Kapellmeisters Otto Wetzlaff und seiner Frau Elfriede, der in Türnow ein Unterhaltungsorchester leitet. Wolfgang, Freund der Familie und Pianist in Ottos Kapelle, der sich später als Bruder von Walter Gropius herausstellt, entdeckt die ungewöhnlichen Talente des Mädchens, die von ihrem Vater gefördert werden. Martha kann Töne visualisieren, sie nimmt sie als unterschiedliche Formen wie Vierecke, Kugeln, Dreiecke oder kleine Kreise wahr (Synästhesie). Auf Wolfgangs Vorschlag schreibt sie sich am Bauhaus in Weimar ein. Walter Gropius wird auf sie aufmerksam und stellt durch eine Brosche Marthas auch die Verbindung zu seiner Familie her, die er ihr aber nicht mitteilt. Martha entdeckt das Tanzen für sich und erringt so die Bewunderung und den Respekt der Bauhaus-Mitglieder. Sie arbeitet mit Oskar Schlemmer an der Visualisierung seines Triadischen Balletts, bis die Nationalsozialisten die Kunstschule in Weimar schließen und Martha in ihre Heimat zurückkehrt. Im Gepäck hat sie das für sie persönlich und die Nachwelt wertvolle Tagebuch, in dem sich auch noch Briefe von Wolfgang an Otto und Elfriede sowie an Martha befinden, aus denen hervorgeht, dass  Wolfgang der leibliche Vater von Martha ist.
Aus ihrer Zeit am Bauhaus hat sie ein uneheliches Kind, ein Mädchen, mitgebracht, über deren Herkunft Martha nichts mitteilt, das aber von Marthas Musikerfamilie liebevoll aufgenommen wird und den Namen Hedwig (Hedi) bekam. In Türnow heiratet Martha ihren Jugendfreund Johann Styp, um dem Kind einen Vater zu geben. Doch am Ende des Zweiten Weltkriegs verliert sich auf der Flucht Marthas Spur. Hedi  berichtete ebenfalls nie über ihre Herkunft und blendete die Zeit bis zu den Vorgängen auf der Wilhelm Gustloff stets aus.
Im Gespräch mit Martha Styp erfährt Thomas, dass Hedi die uneheliche Tochter der Fotografin Ella Heldt und ihres späteren Ehemanns, des völkisch-antisemitischen Kulturpolitikers Adolf Bartels, ist und er somit der Urenkel von Ella und nicht von Martha. Mit Ella hatte Martha in der Aufbruchsstimmung der Bauhausbewegung eine kurze lesbische Liebe. Das Kind stand der karrierebewussten Ella, die sich einen Weg wie Leni Riefenstahl erträumte, jedoch im Weg und wurde von Ella an ihre Freundin übergeben, die Hedi stets als eigenes Kind ausgab. Sie eröffnete mit Unterstützung ihrer Eltern in der Nazizeit eine Tanzschule in Türnow, an der auch Adam, ein talentierter Junge aus dem polnischen Viertel der Stadt, eine Ausbildung beginnt. Nach dem deutschen Überfall auf Polen schließt sich Adam dem polnischen Widerstand an.
Im Januar 1945 fliehen Martha und Hedi, wohingegen der nun alte Kapellmeister Otto und Elfriede in ihrem Haus bleiben und bei einem Tieffliegerangriff unter den Trümmern sterben. Martha und Hedi hoffen auf der in Gotenhafen liegenden Wilhelm Gustloff noch einen Platz zu bekommen. Doch Martha muss das Schiff verlassen, da SS-Männer Vorrang haben. Sie versucht noch Hedi unter verlassenen Gepäckstücken so zu verstecken, dass sie im Chaos an Bord bleiben und irgendwie gerettet werden kann. Martha schlägt sich schließlich nach Türnow durch, wo sie vom Tod der Eltern erfuhr; Johann blieb vermisst. In Türnow findet Adam Martha wieder; beide gehen in die USA. Sie schließen sich der klassischen Kompanie von George Balanchine an; Adam als Tänzer, Martha als Tanzlehrerin.
Martha hat nie erfahren, dass Hedi doch entdeckt wurde und das Schiff ebenfalls verlassen musste und geht – bedingt durch die Kenntnisse um den Untergang der Wilhelm Gustloff – von ihrem Tod aus. Doch Hedi wird von anderen Flüchtlingen mitgenommen und überlebt ebenfalls den Krieg. Sie stirbt im Jahr 2000, ohne nochmals mit Martha Kontakt gehabt zu haben. Über eine Stiftung, die Ella ins Leben gerufen hat, wird Martha vermögend und kann sich als sehr reiche Frau zurückziehen – und als über einhundertjährige Frau für 45 Millionen Dollar das Tagebuch ihrer Jugend  zurückkaufen. Martha stirbt nach dem intensiven Gespräch mit Thomas Wetzlaff am 11. September 2001 bei dem Terroranschlag vom 11. September in ihrer Hotelsuite im World Trade Center.

## Rezeption
Der Ullstein-Verlag hat für das Buch umfangreiche Marketingmaßnahmen getroffen, um ihm „von Anfang an eine flächendeckende Präsenz zu ermöglichen“. Der Autor selbst machte zahlreiche Lesungen. Das Buch „werde vom Buchhandel gut angenommen“ und „sei sehr positiv besprochen worden“, zumal „die Titelheldin schlichtweg eine Sympathieträgerin sei.“
Der überwiegende Teil der Besprechungen fiel positiv aus.
- „Der Charme flüssigen Satzbaus überwältigt. (...) In einem Roman, dem man das Debüt nirgendwo anmerkt, trägt eine fantasievolle Handlung im faszinierenden Geflecht von Handlungssträngen, tragen profunde hintergründige Sachkenntnisse auf vielen Gebieten und der stete Fluss kompakter Sätze durchs Buch.“ (Quelle: Remscheider Generalanzeiger, 9. März 2018)

- „Wenn Martha tanzt ist der Bauhaus-Roman des Jubiläumsjahrs. (...) Seine von kurzen Sätzen getragene Sprache hat etwas Eigenes, seine liebevolle Genauigkeit betört, und ganz nebenbei erleben wir eine aufgewühlte Epoche deutscher Geschichte hautnah und noch einmal ganz anders.“ (Quelle: Buchszene.de, 31. Mai 2019)

- „Der Therapeut Saller kann natürlich mit den Menschen, Männern wie Frauen, umgehen, und sie auch feinfühlig und empathisch beschreiben. Alle seine Personen, ob historisch oder fiktiv, sind höchst lebendig und auch die neuen Ideen und Ziele der Bauhauskünstler sind plastisch und präsent.“ (Quelle: Tanzschrift, 9. März 2018)

Das Buch wurde aber nicht nur positiv besprochen.
- In der Freien Presse aus Chemnitz bemängelt Christian Schmidt, dass „die Figuren zwar sparsam, aber doch nur unzureichend beschrieben werden. Gerade von Saller, im Hauptberuf Psychotherapeut, hätte man profiliertere Porträts erwartet.“ Außerdem vermisst er teilweise „logische Zusammenhänge“ und findet, dass „die Konstruktion, deren Sprache sich so schnörkellos geben will und dabei doch häufig unbeholfen wirkt, inhaltlich viele Ornamente und Künstlichkeiten aufweist, dass die Widersprüchlichkeit zwischen Inhalt und Form kaum größer sein könnte.“[6]
- Katharina Mahrenholtz, Redakteurin bei NDR Info, schreibt, dass „sich das spannend liest, wenn auch in den Rückblick-Kapiteln etwas verschwurbelt“[7]
- In einer dpa-Meldung im Hamburger Abendblatt heißt es: „Figuren wie die junge Martha und ihre Eltern gelingen ihm (Saller) mühelos und eindrucksvoll. Die Passagen, die in New York spielen, wo die über 100-jährige Martha einen etwas merkwürdigen Auftritt hat, fallen dahinter ab.“[3]

## Ausgaben
- Tom Saller: Wenn Martha tanzt: Roman. Paul List Verlag, Berlin 2018, ISBN 978-3-471-35167-3.
- Tom Saller, Anne Ratte-Polle, Barnaby Metschurat: Wenn Martha tanzt. Ungekürzte Lesung Auflage. Hörbuch Hamburg HHV, Hamburg 2018, ISBN 978-3-95713-108-9 (6 CDs – ca. 422 Minuten).

## Bearbeitungen
- Der NDR produzierte 2019 unter der Regie von Claudia Johanna Leist eine Hörspielversion des Romans (Erstsendung: 2. Januar 2019)
- Der Kunstbahnhof Wipperfürth inszeniert Wenn Martha tanzt als Theaterstück. Die Uraufführung war für 2022 geplant.

## Auszeichnungen
- Der Roman wurde 2018 bei der Präsentation Books at Berlinale, die in Kooperation mit der Frankfurter Buchmesse stattfindet, als einer von zehn Romanen international etablierten Filmproduzenten zur Verfilmung vorgestellt.

- Der Roman wurde 2021 für den Prix des Lecteurs beim Festival Littératures Européennes Cognac nominiert und gelangte in die Endausscheidung der letzten Vier.

## Übersetzungen
Wenn Martha tanzt liegt in einer französischen sowie in einer litauischen Übersetzung vor.